# Porella chenii
Porella chenii là một loài rêu trong họ Porellaceae. Loài này được S. Hatt. mô tả khoa học đầu tiên.